# Ксенија Рижова
Ксенија Олеговна Рижова рођ. Вдовина (рус. Ксения Олеговна Рыжова; Липецк, 19. април 1987) је руска атлетичарка, специјалиста за трчање на 400 метара. За сребрну медаљу на Светском првенству 2010. и две златне медаље са светских првенстава за млађе сениоре, Заслужни је мајстор спорта Русије.

## Биографија
Ксенија Рижова се као дете била бавила одбојком, пливањем, и плесом. Са 11 година прави прве покушаје у атлетици у троскоку, па је и освојила јуниорско првенство Русије до 14 година, али је се касније преоријентисала на трчање.

## Допинг
За узимање стимуланса током Светског првенства у Сопоту (триметазидин, забрањен јануара 2014), суспендована је на 9 месеци до 31. децембра 2014. године. Њени резултати постигнути у Сопоту се бришу, чиме је дисквалификона и руска штафета 4 х 400 метата.

## Значајнији резултати
| Година | Такмичење                             | Место    | Дисциплина | Плас. | Резултат           |
| ------ | ------------------------------------- | -------- | ---------- | ----- | ------------------ |
| 2006   | Светско првенство за јуниоре          | Пекинг   | 200 м      | пф    | 24,68              |
| 2006   | Светско првенство за јуниоре          | Пекинг   | 4 x 100 м  | квал. | 44,92              |
| 2007   | Европско првенство за младе           | Дебрецин | 200 м      | пф    | 23,80              |
| 2007   | Европско првенство за младе           | Дебрецин | 4 x 100 м  |       | 43,67              |
| 2007   | Универзијада                          | Бангкок  | 200 м      | пф    | 24,40              |
| 2007   | Универзијада                          | Бангкок  | 4 x 100 м  | 4.    | 44,16              |
| 2009.  | Европско првенство за младе           | Каунас   | 4 x 400 м  |       | 3:27,59            |
| 2010.  | Светско првенство у дворани           | Доха     | 4 x 400 м  |       | 3:27,44            |
| 2011.  | Европско првенство у дворани          | Париз    | 4 x 400 м  |       | 3:29,24            |
| 2011.  | Европско екипно првенство — Суперлига | Стокхолм | 4 x 400    |       | 3:27,17            |
| 2011.  | Светско првенство                     | Тегу     | 4 x 400 м  |       | 3:19,36            |
| 2013   | Светско првенство                     | Москва   | 4 x 400 м  |       | 3:20,19            |
| 2013   | Светско првенство                     | Москва   | 400 м      | 7     | 50,98              |
| 2014   | Светско првенство у дворани           | Сопот    | 4 x 400 м  | 4.    | 3:28,39 ЛРС, ДИСК, |
| 2014   | Светско првенство у дворани           | Сопот    | 400 м      | 7     | 51,64              |